# Calliope
Calliope (лат.) — род воробьиных птиц из семейства мухоловковых. Представители рода распространены в Азии.

## Таксономия
Ранее представителей рода относили к роду Luscinia, однако в 2010 году по результатам молекулярно-филогенетического исследования они были переведены в восстановленный род Calliope. Хотя Calliope obscura не был включен в филогенетический анализ 2010 года, но последующее исследование морфологических, вокальных и генетических характеристик, а также данные о распространении, показали, что Calliope obscura и C. pectardens являются родственными видами, а не цветовыми морфами одного и того же вида, как считалось ранее.

## Классификация
В состав рода включают пять видов:
- Calliope pectoralis Gould, 1837 — Черногрудая красношейка
- Calliope calliope (Pallas, 1776) —  Соловей-красношейка
- Calliope pectardens David, 1877 — Соловей Давида
- Calliope obscura (Berezowski & Bianchi, 1891) — Черногорлый соловей
- Calliope tschebaiewi Przhevalsky, 1876[4]